# Jason Richards
Jason Richards, född 10 april 1976 i Nelson, Nya Zeeland, död 15 december 2011 i Melbourne, Victoria, var en nyzeeländsk racerförare. Han var inte släkt med de nyzeeländska racerförarna Jim och Steven Richards.

## Racingkarriär
Richards vann det nyzeeländska Touring Car-mästerskapet 1999 och 2001, samt blev tvåa 1998; vilket ledde till ett kontrakt med det nyzeeländska V8 Supercar-teamet Team Kiwi Racing för 2001. Efter tre intetsägande första säsonger gick Richards till Tamsan Motorsport för 2004 års säsong. 2005 blev han överraskande tvåa i Bathurst 1000 tillsammans med den framtide Bathurstlegenden Jamie Whincup, som därefter vann de tre följande upplagorna. Richards i sin tur tog sin första heatseger 2006 på Winton. Hans bästa totalplaceringar kom 2004 och 2007 med 14:e platser.